# Skitsystem
Skitsystem est un groupe suédois de crust punk, originaire de Göteborg.

## Histoire
Le groupe est formé vers la fin de l'année 1994. Après quelques répétitions, le groupe donne son premier concert sous le nom de System Collapse avec Extinction of Mankind, Warcollapse, Counterblast et Non Fortes Sed Crudeles. Au début, le groupe se compose du chanteur et guitariste Tomas Lindberg et du batteur Adrian Erlandsson, qui se connaissaient déjà auparavant grâce à leur collaboration avec At the Gates, ainsi que du chanteur et guitariste Fredrik Wallenberg et du bassiste Alexander Höglind. Début 1995, le groupe se rend au studio Fredmann pour enregistrer les six premières chansons. Le groupe avait auparavant obtenu un contrat chez Distortion Records. Pour l'enregistrement, le groupe emprunte un peu de temps d'enregistrement à At the Gates, qui avait en fait réservé le studio. L'EP sort sous le nom de Profithysteri. 
En janvier 1999, le groupe se rend aux studios Soundlab ou au Punkpalatset à Örebro pour enregistrer 15 morceaux qui sont publiés sous forme d'album Grå Värld / Svarta Tankar. L'album est produit par Mieszko Talarczyk. En été 1999, le groupe se produit au Hultsfredfestival. En été de la même année, le groupe donne également plusieurs autres concerts. En 2001, le groupe enregistre son deuxième album, Enkel Resa Till Rännstenen, pour lequel il se rend à nouveau au studio Soundlab, toujours avec Talarczyk comme producteur, pour enregistrer 16 nouveaux morceaux. Douze d'entre eux constituent l'album Enkel Resa Till Rännstenen, qui sort en LP chez Havoc Records et en CD chez No Tolerance Records. Deux des morceaux non utilisés sont inclus dans un split avec Nasum, sorti en 2002 sur No Tolerance Records. D'autres morceaux sont également inclus dans la compilation More World, Less Bank, publiée en 2003 par Halvfabrikat Records. Le groupe a ensuite entamé une tournée européenne avec le groupe suédois Victims. Le groupe joue en Allemagne et aux Pays-Bas. Pendant ce temps, Lindberg s'occupe de plus en plus de ses autres projets comme Lock Up, Nightrage, The Crown et Disfear, avant de quitter le groupe au printemps 2004. 
Mikael Kjellman rejoint le groupe en tant que guitariste, tandis que le bassiste Höglind prend également en charge le chant. Ils donnent ensuite plusieurs concerts en Europe et quelques concerts locaux en Suède, en faisant notamment la première partie de Poison Idea. Le 27 août, le groupe commence une tournée de quatre semaines et demie en Amérique du Nord, jouant avec des groupes comme Tragedy, Misery, Hellshock, Fucked Up, Behind Enemy Lines et Kylesa. Après la tournée, le groupe écrit de nouveaux morceaux. Le groupe s'est ensuite rendu à nouveau au studio Fredman pour enregistrer l'album Stigmata, qui sort en 2006 chez Iron Fist Productions. Le groupe se sépare en 2007.

## Style musical
Grå Värld / Svarta Tankar propose un mélange rapide et simple de D-beat et de crust punk. Les textes sont généralement écrits en suédois. Sur Stigmata, le groupe jouait du punk hardcore qui empruntait également beaucoup au D-beat et au crust punk. Les riffs de guitare rappellent le death metal suédois. Les textes, en partie en suédois et en partie en anglais, traitent de sujets sociopolitiques comme les abus sexuels, l'État policier ou le système raciste caché au sein de l'Union européenne. 

## Discographie

### Albums studio
- 1999 : Grå Värld / Svarta Tankar (LP/CD)
- 2001 : Enkel Resa Till Rännstenen (LP/CD)
- 2006 : Stigmata (LP/CD)

### EP
- 1995 : Profithysteri 7-inch|Profithysteri (7-inch)
- 1996 : Ondskans Ansikte (10-inch)
- 2003 : Allt E Skit

### Splits
- 1997 : Levande Lik 7-inch (split avec Wolfpack)
- 2002 : Det tunga missbrukets karga ingenmansland/Det eviga hatet 7-inch (split avec Nasum)
- 2006 : Split avec Cyness